# Chaerophyllum borodinii
Chaerophyllum borodinii là một loài thực vật có hoa trong họ Hoa tán. Loài này được Albov mô tả khoa học đầu tiên năm 1894.